# میزکان
میزکان (انگلیسی: Mizkan) شرکت صنایع غذایی ژاپنی است، که در سال ۱۸۰۴ تأسیس شد.